# Муро Лукано
Му̀ро Лука̀но (на италиански: Muro Lucano) е градче и община в Южна Италия, провинция Потенца, регион Базиликата. Разположено е на 600 m надморска височина. Населението на общината е 5503 души (към 2012 г.).